# Pilar de Francisco
Pilar de Francisco (Madrid) es una cómica, guionista, monologuista y locutora española. Colabora en  la ventana en la cadena SER, en Podría ser Peor en RNE y El Mundo Today.

## Biografía
Pilar estudió periodismo en la Universidad Complutense de Madrid y un posgrado en Escritura y Guion Televisivo para programas de entretenimiento y humor de El Terrat.

## Trayectoria
En 2004 empezó como becaria para Paramount Comedy, donde trabajó como coordinadora de prensa de las giras teatrales de los cómicos del canal, como Ricardo Castella, Joaquín Reyes o Ángel Martín entre otros.
En 2012 empezó a colaborar con el portal de comedia Papanatos, de Antonio Castelo. En ese tiempo fue colaboradora y directora en el programa para la cadena SER: Antonio Castelo domina el mundo y grabó un monólogo en el portal.
En radio ha sido, además, subdirectora en el programa Yu: no te pierdas nada en Los 40, donde también fue colaboradora y guionista. Ha formado parte del equipo de Hoy por Hoy Madrid, de La Ventana de la Cadena Ser y del programa Anda Ya en Los 40.
Presentó junto a Leticia Dolera y Henar Álvarez el podcast Tramas Maestras, y en 2019 estrenó su propio programa en la plataforma Phi Beta Lambda: ¡Qué Grandes son...!, un podcast con el que busca parodiar otros podcasts y formatos. Pilar fue guionista en el programa Torres y Reyes de La 2 y actualmente es una de las guionistas de Late Motiv de Movistar #0. También fue una de las guionistas de la Gala de los Goya 2019.
Ha colaborado en programas de televisión como Likes, CCN como reportera, Roast Battle España, ilustres Ignorantes y problemas del primer mundo entre otros.

## Premios
| Nombre                                          | Referencias |
| ----------------------------------------------- | ----------- |
| Ópera al mejor texto                            | [ 13 ]      |
| Concurso de Monólogos de la Cadena Ser del 2013 | [ 13 ]      |

## Trabajos
| Año             | Programa                    | Canal            | Notas                                  | Ref.   |
| --------------- | --------------------------- | ---------------- | -------------------------------------- | ------ |
| 2004-2011       | Varios                      | Paramount Comedy | Coordinadora de prensa                 | [ 14 ] |
| 2009-2010       | Vaya tropa                  | Cuatro           | Redactora                              | [ 15 ] |
| 2012-Actualidad | Varios                      | Varios           | Monologuista                           | [ 9 ]  |
| 2013-2019       | Hoy por hoy Madrid          | Cadena SER       | Colaboradora                           | [ 16 ] |
| 2013            | Torres y Reyes              | La 2             | Guionista                              | [ 3 ]  |
| 2014-2018       | Yu: no te pierdas nada      | Los 40           | Colaboradora, guionista y subdirectora | [ 3 ]  |
| 2016-2017       | Likes                       | Movistar #0      | Guionista y colaboradora               | [ 17 ] |
| 2016-Actualidad | La ventana                  | Cadena SER       | Colaboradora                           | [ 2 ]  |
| 2017-2022       | Ilustres ignorantes         | Movistar #0      | Invitada                               | [ 18 ] |
| 2017            | CCN                         | Paramount Comedy | Colaboradora                           | [ 19 ] |
| 2017            | Anda Ya                     | Los 40           | Colaboradora                           | [ 6 ]  |
| 2017-2023       | La Ventana Verano           | Cadena SER       | Colaboradora                           | [ 2 ]  |
| 2018-2021       | Late motiv                  | Movistar #0      | Guionista y colaboradora               | [ 20 ] |
| 2019            | Gala de los Goya            | La 1             | Guionista                              | [ 21 ] |
| 2022-2024       | Premios Feroz               | Youtube          | Guionista                              | 23     |
| 2021-2023       | La Resistencia              | Movistar #0      | Guionista                              | 22     |
| 2023            | La Explosión de las Cómicas | Movistar #0      | Invitada                               | 24     |
| 2024            | Gala de los Goya            | La 1             | Guionista                              | 25     |